# ماریان رکن
ماریان رکن (انگلیسی: Marianne Rokne؛ زادهٔ ۹ مارس ۱۹۷۸) بازیکن هندبال اهل نروژ است.